# Alexandre Rey
Alexandre Rey (Sion, 22 settembre 1972) è un ex calciatore svizzero, di ruolo attaccante che dal 2012 è direttore del settore giovanile del Neuchâtel Xamax.

## Carriera

### Club
Cresciuto nel Sion, esordisce in prima squadra nella stagione 1990-1991, durante la quale vince la Coppa Svizzera. Nel 1992 vince anche il campionato nazionale e alla sua ultima stagione firma 15 marcature in 30 giornate di campionato; nell'estate 1994 si trasferisce a Basilea. Ritornato al Sion nel 1996, rimane solo fino al gennaio successivo, quando passa al Servette. Nel 1998 sigla 12 reti in 33 partite di campionato e l'anno seguente si migliora, arrivando a realizzare 19 gol e aggiudicandosi la classifica marcatori: le sue reti contribuiscono al successo degli amaranto nel campionato svizzero. Dopo una breve esperienza a Lucerna, Rey termina la carriera al Neuchâtel Xamax.
Totalizza 414 presenze e 148 reti nel campionato svizzero oltre a 14 incontri e 1 gol nelle competizioni UEFA per club.

### Nazionale
Esordisce il 18 novembre 1998 contro l'Ungheria (2-0). Il 4 settembre 2004 realizza una tripletta in una sfida valida per le qualificazioni ai Mondiali 2006 contro le Fær Øer (6-0).

## Palmarès

### Club

#### Competizioni nazionali
- Coppa Svizzera: 1

Sion: 1990-1991
- Campionato svizzero: 2

Sion: 1991-1992
Servette: 1998-1999

### Individuale
- Capocannoniere della Lega Nazionale A: 1

1998-1999 (19 gol)